# Mikael Nilsson (football, 1978)
Pour les articles homonymes, voir Mikael Nilsson.
Mikael Nilsson, né le 24 juin 1978 à Ovesholm en Suède, est un footballeur suédois. Il joue au poste d'arrière droit ou de milieu de terrain avec l'équipe de Suède.

## Biographie

### En club
Le 1er juillet 2009, Mikael Nilsson s'engage librement en faveur du Brøndby IF pour un contrat de trois ans, alors qu'il était en fin de contrat au Panathinaïkos. Le transfert est annoncé dès le 8 avril 2009,.
Le 8 août 2012, Mikael Nilsson met un terme à sa carrière de footballeur à l'âge de 34 ans.

### En sélection
Il a honore sa première sélection l'équipe nationale de Suède le 20 novembre 2002 à l'occasion d'un match amical contre l'équipe de République tchèque. Il est titularisé ce jour-là et se fait remarquer en inscrivant ses deux premiers buts en sélection. La partie se termine toutefois sur un match nul (3-3) Il a disputé l'Euro 2004 et l'Euro 2008.
Nilsson a participé à la coupe du monde 2006 avec l'équipe de Suède.
Comme beaucoup de joueurs de sa génération, Nilsson quitte la sélection fin 2009, n'ayant pu se qualifier pour le Mondial 2010.

## Palmarès
Halmstads BK
- Champion de Suède (1) : 2000